# Stazione di Barbarano Romano-Veiano
La stazione di Barbarano Romano-Veiano è stata una stazione ferroviaria posta lungo la ex linea ferroviaria Civitavecchia-Orte chiusa al traffico nel 1961 e dismessa dal 2011 tra Civitavecchia e Capranica. Era a servizio dei comuni di Barbarano Romano e Vejano.

## Storia
La stazione venne aperta nel 1928, privata del suo traffico nel 1961 e in seguito venne smantellato anche il suo piazzale.

## Strutture e impianti
La stazione disponeva di un fabbricato viaggiatori ancora esistente seppur pericolante e di due binari ormai disarmati.

## Cinema
La stazione è comparsa nel film di Franco e Ciccio Due marines e un generale del 1965.